# Revista dos Tribunais

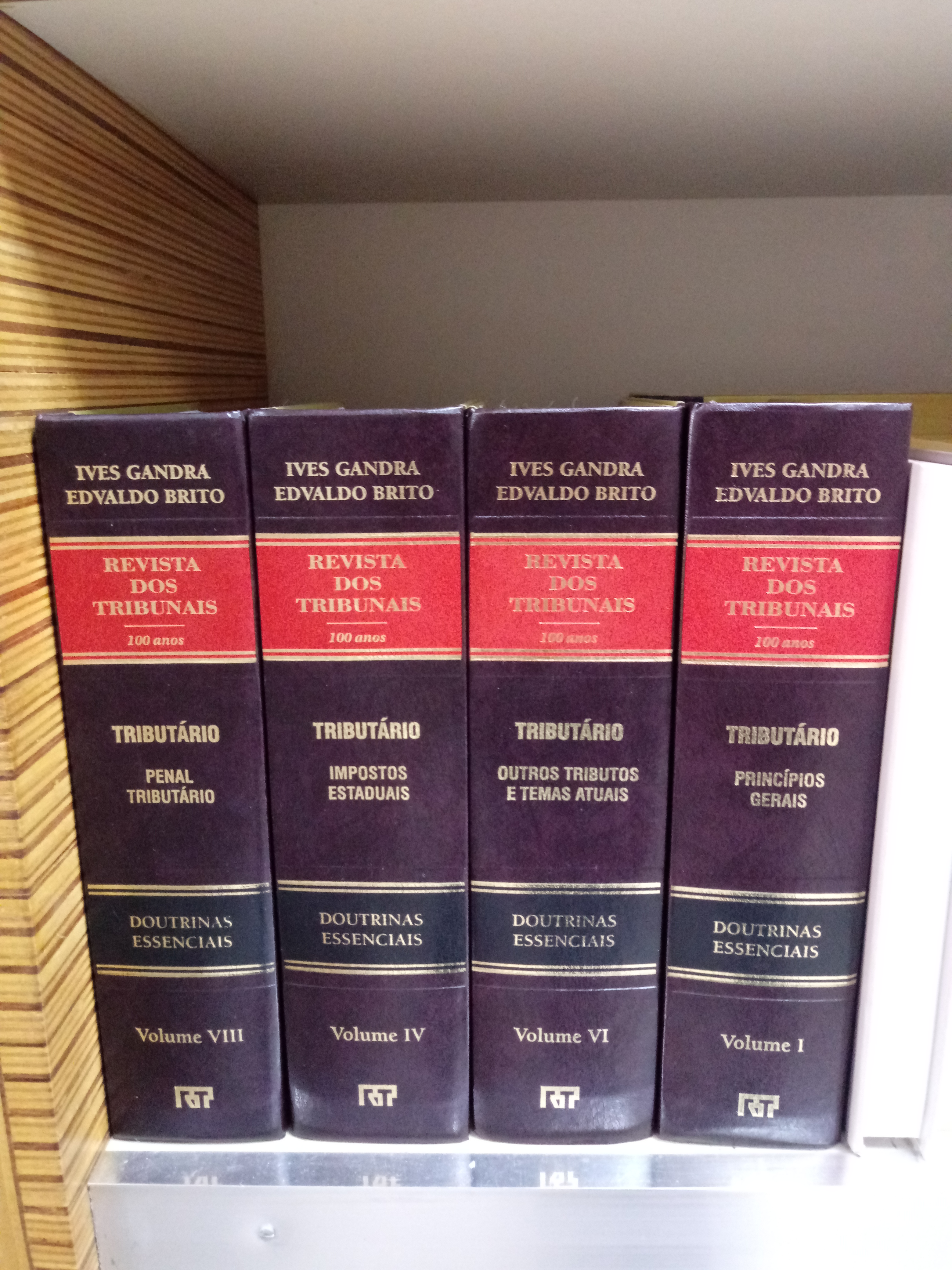
Obras da revista numa livraria no Piauí.

Revista dos Tribunais é uma revista jurídica brasileira, da Editora RT, 1912; lançada pelo advogado e jornalista Plínio Barreto.
1. ↑  «RT - Revista dos Tribunais». Brasil | Thomson Reuters. Consultado em 2 de abril de 2019